# Jacques-Joachim Trotti
Jacques-Joachim Trotti, markiz de La Chétardie (ur. 3 października 1705 w Paryżu, zm. 1 stycznia 1759) – francuski dyplomata, organizator zamachu stanu w Petersburgu, w wyniku którego na tron carski wyniesiono Elżbietę Piotrowną.

## Życiorys
La Chetardie był wysyłany do wielu stolic europejskich: do Londynu w roku 1727, następnie do Hagi, Berlina, dwukrotnie do Petersburga i w końcu do Turynu w roku 1749.
Gdy po raz pierwszy dotarł do Petersburga w roku 1739, stwierdził, że wszystkie kluczowe stanowiska rosyjskie osadzone były przez Niemców, z reguły wrogich Francji. By zmienić tę sytuację w 1741 roku, Trotti wspólnie ze swym rodakiem hrabią Jean Armand de Lestocq'iem i szwedzkim ambasadorem Andersem Johanem von Höpken opracował plan działania, który zaowocował zamachem stanu w 1741 roku.
Wdzięczna za pomoc Elżbieta Romanow nadała La Chetardie'emu Order św. Andrzeja Apostoła Pierwszego Powołania i Order Świętej Anny, którymi mógł się pochwalić w Paryżu na potwierdzenie odniesionego sukcesu. Wersal nieco naiwnie oczekiwał, że Elżbieta cofnie okcydentalne reformy, jakie wprowadził jej ojciec Piotr Wielki. Poza tym okazało się, że nowy doradca i główny minister carycy Aleksy Piotrowicz Bestużew-Riumin jest proaustriacki.
Gdy w roku 1743 La Chetardie powtórnie znalazł się w Petersburgu, razem z Lestocq'em postanowili wesprzeć plan matki przyszłej carycy Katarzyny (II), Joanny von Anhalt-Zerbst. Próbowała ona dopomóc Fryderykowi Pruskiemu podważając pozycję Bestużewa. Kanclerz wytrzymał starcie i wyzyskał przechwycony list Chetardie'go, w którym Francuz krytykował działania Elżbiety, w następstwie czego odesłano go do Paryża, Joannę zaś do Niemiec. Natomiast Bestużew umocnił swoją pozycję na dworze, na którym jako swojego szpiega umieścił damę dworu – Marię Czogłokową.

## Literatura
- Joseph Fitzgerald Molloy. The Russian Court in the Eighteenth Century. Hutchinson, 1905.